# 渡邊米麗愛
渡邊米麗愛（日语：／ Watanabe Miria */?，1999年11月1日—）是日本女藝人，為女子偶像團體乃木坂46前成員，東京都出身，所屬經紀公司為ALLIGATOR。曾為兒童演員，2013年以乃木坂46二期生身分出道。2021年8月31日自乃木坂46畢業，以演員為活動重心。

## 經歷
2013年3月28日，通過乃木坂46二期生的徵選，審查會中演唱的曲目是生物股長的《搖擺不定的羅曼蒂克》（気まぐれロマンティック）。5月3日，於赤坂ACT劇場舉行的舞台劇《16人的主角deux》東京公演中首次亮相。7月12日，以研究生身份在乃木坂46官方博客發表其首篇文章。8月4日，在幕張展覽館舉行的《Girls' Rule》全國握手會中首次在支持者面前演唱歌曲。
2014年10月15日，以小嶋坂46（こじ坂46）的成員身份在Zepp Blue Theater六本木演唱了《風的螺旋》。
2015年2月2日，渡邊在乃木坂46官方網站的個人網誌開通。2月22日，在「乃木坂46 3rd YEAR BIRTHDAY LIVE」中，獲宣布升格為正式成員。6月3日，成為NHK教育頻道節目《R的法則》的第6期班底成員。12月25日，與星野南、和田瑪雅一同登上時尚雜誌《LOVE berry》的復刊號。
2016年5月12日，參演了舞台劇《女子落語貳〜跳躍時空蕎麥麵〜》。11月23日，她有份聲演動畫《告白實行委員會 ～戀愛系列～》的劇場版《喜歡上你的那瞬間。～告白實行委員會～》。
2017年3月22日發行乃木坂46第17張單曲《大影響家》的Under曲《氣球還活著》，首次擔任歌曲的Center。4月2日，就任文化放送的乃木坂46冠名廣播節目《乃木坂46的「乃」》的第11任主持人。
2018年4月10日，與井上小百合、寺田蘭世、梅澤美波和中田花奈獲邀出演舞台劇《美少女戰士》，飾演水野亞美。
2019年4月15日，於乃木坂46的冠名節目《乃木坂工事中》中公布第23張單曲《Sing Out!》的選拔成員名單，渡邊首次進入選拔。
2020年1月9日，與大園桃子、山下美月、向井葉月在乃木神社一起舉行成人式。　
2021年3月14日，開設個人Instagram帳號。5月16日，在官方部落格上和伊藤纯奈共同宣布畢業，而6月9日發行的乃木坂46第27張單曲《對不起Fingers crossed》為渡邊參加的最後作品。5月27日，參加「乃木坂46 Under Live 2021」，為渡邊以乃木坂46成員身分最後一次參與的演唱會。8月31日，進行最後的SHOWROOM直播，正式從乃木坂46畢業。同日，發行個人第一本寫真集《消極的年華》（消極的な華やかさ），於北海道富良野拍攝，以1.7萬銷量取得Oricon公信榜書籍週榜寫真集部門第一位。10月4日，渡邊位於乃木坂46內的部落格正式關閉。
2022年3月1日，宣布成為經紀公司「ALLIGATOR」的旗下藝人，並以演員身分繼續演藝活動。同日，開設官方粉絲俱樂部「ARIMI」。
2024年7月2日，宣布因病而辭演原定演出的舞台劇《永世比翼II》（同月18日起演出）。雖然透露已接受手術，但沒有公布病名。8月6日，宣布已出院。

## 人物
渡邊3歲時獲星探選中，成為兒童演員，以「須藤米麗愛」（須藤みり愛）名義參演過《Sweet 10》、《無家可歸的中學生2》和《為愛癡狂電視劇特輯》等電視劇。她在3歲至6歲時學過古典芭蕾。另外，她有一位比她大17歲的姊姊，另有一兄長。
渡邊報名參加乃木坂46的徵選的理由是在去看桃色幸運草Z在日本武道館舉行的演唱會時，由於也想跟她們一樣站在舞台之上，所以便報名參加了乃木坂46的徵選。除了桃色幸運草Z外，她也喜歡白金時期的早安少女組。。2015年時，她的夢想是當女演員，但是在2019年時稱希望在畢業後希望朝跳舞方面發展，實際上她在2018年真夏全國巡演大阪公演初日，她有份演唱的《Against》的部分排舞便是由其構思。
渡邊的興趣是攝影，愛用相機是佳能EOS系列的M3，想拍攝的成員是中田花奈和與田祐希，其餘興趣是相片加工、撫摸別人的臉頰、逛古着店和網球。其座右銘是日日是好日。
渡邊支持的成員是伊藤萬理華。成員中選男友的話，她選的是岩本蓮加，寵物則是伊藤純奈。另外，她與堀未央奈、鈴木絢音因為都愛吃布甸，而成立了布甸會，她也與秋元真夏、相樂伊織、鈴木絢音結成了真夏尊敬軍團。在乃木坂46的歌曲中，她最喜歡的歌曲排舞，按順序是《大影響家》、《從其他星星而來》和《契機》。

## 音樂作品
- 標註「★」符號表示該首歌曲有拍攝MV。

### 單曲
乃木坂46
|      | 發行日期         | 單曲名稱              | 參與歌曲名稱           | MV | 備註         |
| ---- | ---------------- | --------------------- | ---------------------- | -- | ------------ |
| 11th | 2015年03月018日  | 生命如此美好          | 邊界                   | ★  | 出道作品     |
| 12th | 2015年07月022日  | 太陽敲敲門            | 離別時，更喜歡你       | ★  |              |
| 13th | 2015年010月028日 | 此刻，想說話的對象    | 嫉妒的權利             | ★  |              |
| 14th | 2016年03月023日  | 當春紫苑盛開時        | 不等號                 | ★  |              |
| 15th | 2016年07月027日  | 赤腳Summer            | 秘密塗鴉               | ★  |              |
| 16th | 2016年011月09日  | 再見的意義            | 鞦韆                   | ★  |              |
| 16th | 2016年011月09日  | 再見的意義            | 第二次的接吻           | ★  | 真夏尊敬軍團 |
| 17th | 2017年03月022日  | 大影響家              | 氣球還活著             | ★  | Center       |
| 18th | 2017年08月09日   | 蜃景                  | Under                  | ★  |              |
| 18th | 2017年08月09日   | 蜃景                  | 現場之神               | ★  |              |
| 19th | 2017年010月011日 | 及時行事              | My rule                | ★  |              |
| 20th | 2018年04月025日  | 同步巧合              | 全新的世界             | ★  |              |
| 20th | 2018年04月025日  | 同步巧合              | 星探                   | ★  |              |
| 21st | 2018年08月08日   | 以自我為中心！        | 三角空地               | ★  |              |
| 22nd | 2018年011月014日 | 想繞遠路回家          | 日常                   | ★  |              |
| 22nd | 2018年011月014日 | 想繞遠路回家          | 不成眠的商隊           | ★  |              |
| 23rd | 2019年05月029日  | Sing Out!             | Sing Out!              | ★  | 選拔         |
| 23rd | 2019年05月029日  | Sing Out!             | Am I Loving            |    |              |
| 24th | 2019年09月04日   | 黎明來臨前無須逞強    | 〜Do my best〜沒有意義 | ★  |              |
| 24th | 2019年09月04日   | 黎明來臨前無須逞強    | 你，認識我嗎？         |    |              |
| 25th | 2020年03月025日  | 幸福的保護色          | Anastasia              | ★  |              |
| 26th | 2021年01月027日  | 我會喜歡上自己的      | 不值一提的KISS         | ★  |              |
| 27th | 2021年06月09日   | 對不起Fingers crossed | 生鏽的羅盤             | ★  |              |

1. ↑  站位依據官方MV及演唱會正式呈現為參考依據

其他
| 發行日期                                    | 單曲名稱              | 參與歌曲名稱 | MV | 備註                                                       |
| ------------------------------------------- | --------------------- | ------------ | -- | ---------------------------------------------------------- |
| 2014年11月26日                              | 希望無限              | 風的螺旋     | ★  | 小嶋坂46                                                   |
| 2016年12月7日                               | 明明應該最討厭了 （大嫌いなはずだった。） | —            |    | HoneyWorks meets 沙友蘋果軍團 + 真夏尊敬軍團 from 乃木坂46 |
| 2020年6月17日（日本） 2020年6月24日（海外） | 世界中的鄰居啊        | —            | ★  | 下載限定歌曲                                               |

### 專輯
乃木坂46
|           | 發行日期       | 專輯名稱                       | 參與歌曲名稱       | 備註     |
| --------- | -------------- | ------------------------------ | ------------------ | -------- |
| 01st      | 2015年01月07日 | 透明色                         | 傾斜               | 小嶋坂46 |
| 01st      | 2015年01月07日 | 透明色                         | 自由的彼方         |          |
| 02nd      | 2016年05月25日 | 屬於我們的位子                 | 刨冰的單戀         |          |
| 03rd      | 2017年05月24日 | 最初的夢想                     | 為我扇風           |          |
| 03rd      | 2017年05月24日 | 最初的夢想                     | 指定溫度           |          |
| Under專輯 | 2018年01月10日 | 我專屬的你～Under Super Best～ | 自戀海灘           |          |
| Under專輯 | 2018年01月10日 | 我專屬的你～Under Super Best～ | 那個女人           |          |
| Under專輯 | 2018年01月10日 | 我專屬的你～Under Super Best～ | 比誰都想陪在你身邊 |          |
| 04th      | 2019年04月17日 | 直到此刻化成回憶               | 古岡左拉           |          |
| 04th      | 2019年04月17日 | 直到此刻化成回憶               | 即刻〜殘美傳説〜   |          |
| 精選輯    | 2021年12月15日 | Time flies                     | 緩綻之花           | [ 參 1 ] |

1. ↑  專輯發行時已自乃木坂46畢業。

## 演出

### 電視劇
- 初森BEMARS（2015年7月11日－9月26日，東京電視台）：飾演 鎌田的學生[61]
- 步向大人的警鐘（日语：オトナヘノベル）「我不會放棄」（2016年11月17日，NHK教育頻道）[62][63]
- 殘美（2019年1月24日－3月28日，日本電視台）：飾演 佐倉鈴音[64]
- 日本統一
  - 北海道篇（2022年10月18日－12月27日，北海道文化放送）[65]
  - 關東篇（2023年4月14日－6月15日，日本電視台）：飾演 百瀨真利亞[66]

### 電視節目
- R的法則（2015年6月8日－2018年4月24日，日本放送協會）- 第6期成員[67][68]

### 舞台劇
- 女子落語貳〜跳躍時空蕎麥麵〜（2016年5月13日－14日、18日－19日、22日，東京AiiA劇場）：飾演 波浪浮亭木胡桃[69][70]
- 乃木坂46版音樂劇 美少女戰士（2018年6月8日－24日，天王洲 銀河劇場／9月21日－30日，赤坂ACT劇場）：飾演 水手水星／水野亞美（Team STAR）[71]
- 梅棒 13th “RE”WORK「風桶」（2021年12月17日－30日，東京：本多劇場／2022年1月7日－10日，大阪：COOL JAPAN PARK OSAKA TT 會館／2022年1月20日、21日，愛知：名古屋市藝術創造中心）[72][73]
- 朗讀劇「蕭邦常伴左右〜2nd Lesson〜」（2022年1月13日－23日，紀伊國屋會堂）[74]
- 悲慘世界〜悲慘的人〜（2022年5月21日－29日，X劇場）：飾演 珂賽特[75]
- Little Fandango（2022年6月10日－19日，東京：EX THEATER ROPPONGI／7月2日－3日，大阪：COOL JAPAN PARK OSAKA TT會館）[76]
- 朗讀劇「3和1／2和海底〜three and a half in the SEA〜」（2022年7月8日，新江之島水族館 相模灣大水槽前）[77]
- 這是妳與我的最後戰場，或是開創世界的聖戰（2022年10月20日－24日，東京：1010劇院／11月10日－13日，大阪：COOL JAPAN PARK OSAKA TT 會館）：飾演 愛麗絲莉澤[78]
- 朗讀劇「echo」（2023年1月14日、15日，天王洲KIWA）[79]
- 遙遠時空3 Ultimate（2023年4月23日－30日，全勞濟會館（日语：スペース・ゼロ））：飾演 春日望美[80]
- もういいよ～We tied an endless love～（2023年5月19日－5月21日，RESTAURANT BAR DisGOONieS）[81]
- 永世比翼（2023年6月16日－25日，日光劇場）：飾演 天鵝[82]
- Le・gai・mariage〜幸福婚姻（2023年10月13日－29日，六本木tricoloro劇院）：飾演 艾麗莎[83]
- 電視劇・朗讀「庭院里的樹木和四個故事」夏〜「貝蒂·德·拉·龐奇」〜 然後…秋〜「鬥牛士」〜（2023年11月10日－12日，六本木tricoloro劇院）[84]
- 朗讀劇「小王子」（2023年12月5日－10日，東京Alpha劇院）[85]
- 饗宴「slow」（2024年3月6日－10日，RESTAURANT BAR DisGOONieS）[86]
- 夢醒不醒（2024年4月6日，Sun Mall劇場）[87]
- Change the World（2024年6月8日－16日，日光劇場）[88]
- 永世比翼II（2024年7月18日－23日，大手町三井廳）- 因病辭演[43]
- 朗讀劇「為了觸摸青野同學，所以我想死」presented by eeo Stage（2024年9月11日－16日，CBGKシブゲキ!!）：飾演 刈谷翠[89]
- 音樂劇「神在創造我的時候」（2024年10月18日－27日，全勞濟會館（日语：スペース・ゼロ））：飾演 若空[90]
- 朗讀劇「在黑白的天空架起彩虹」（2025年2月23日－3月2日，新宿top劇場）[91]
- ～女子大學小路的名偵探新章～舞台「死亡，滾落在正中央」（2025年3月15日－23日，博品館劇場）[92]

### 電台節目
- 乃木坂46的「乃」（2017年4月2日－10月1日，文化放送）- 第11代主持人[21]
- Imadoki Duff Duff90分（2023年5月31日－，每日放送）- 常規出演[93]

### 電影動畫
- 喜歡上你的那瞬間。～告白實行委員會～（2016年12月17日，Aniplex）：聲演 學生[94]

### 電視動畫
- 小邪神飛踢（2022年8月10日，東京電視台）：聲演 觀光客B[95]

### 配音
- 泰坦 第4季（2023年）- 日語配音 [96]

### 活動
- SAPPORO COLLECTION 2023 SPRING／SUMMER（2023年5月7日，札幌會議中心）[97]

## 書籍

### 寫真集
- Graduation -中學畢業- 2015（2015年3月14日，東京新聞通信社）[98]
- 季刊 乃木坂 vol.4 彩冬（2014年12月26日，東京新聞通信社）[99]
- 消極的年華（消極的な華やかさ；2021年8月31日，竹書房）[100][101]

### 雜誌
- LOVE berry（日语：ラブベリー）（德間書店）
  - vol.1（2016年1月10日）- 模特兒[16]
  - vol.6（2017年3月15日）- 模特兒[102]

### 數碼寫真集
- 記得很清楚（ちゃんと覚えてる；2023年1月23日，週刊Playboy）[103][104]

### 網絡連載
- 渡辺みり愛のソラ模様 （2022年7月4日－，Bezzy）[105]

## 外部連結
- ARIMI - 渡邊米麗愛官方粉絲俱樂部（日語）
- 經紀公司個人介紹頁 （页面存档备份，存于）（日語）
- 渡邊米麗愛的Instagram帳戶（2021年3月14日－）（日語）
- 渡邊米麗愛的X（前Twitter）（2023年4月28日－）（日語）
- YouTube上的渡邊米麗愛頻道 （页面存档备份，存于）（日語）

乃木坂46時期
- 乃木坂46 渡邊米麗愛 個人簡介（2013年3月28日－2021年10月4日）（日語）
- 乃木坂46 渡邊米麗愛 官方部落格（2015年2月2日－2021年10月4日）（日語）
- 渡邊米麗愛 官方755 （页面存档备份，存于）（日語）
- 渡邊 米麗愛（乃木坂46）的SHOWROOM專頁（日語）（页面存档备份，存于）
- 渡辺米麗愛1st寫真集《消極的年華》的X（前Twitter）（日語）
- 渡邊米麗愛首本寫真集 特設網站 （页面存档备份，存于） - 竹書房（日語）